# پری‌آباد (نهبندان)
پری‌آباد روستایی در دهستان شوسف بخش شوسف شهرستان نهبندان استان خراسان جنوبی ایران است.

## جمعیت
بر پایه سرشماری عمومی نفوس و مسکن در سال ۱۳۹۵ جمعیت این روستا ۱۸ نفر (۴خانوار) بوده‌است.